# Torrent de Sobrepuig
El Torrent de Sobrepuig és un corrent fluvial d'Osona, que neix a Santa Margarida, al nord-oest del terme municipal de l'Esquirol i baixa en direcció sud per Coma Vedellera, entre el Serrat de Joventeny, a l'oest, i la Carena de Sobrepuig, a l'est. Després de recollir les aigües de torrents més petits arriba al Torrent de la Fàbrega per a formar la Riera de Sant Martí al Sot de Pujols a cota 520.